# Rinspeed Presto
Der Rinspeed Presto ist ein Konzeptfahrzeug der Schweizer Kreativschmiede Rinspeed.
Das Einmalige am Presto ist, dass er sich mittels Knopfdruck in wenigen Sekunden von einem 2,7 Meter kurzen offenen Zweisitzer in einen 3,6 Meter langen Viersitzer verwandeln kann. Dies geschieht über einen Elektromotor, der über 2 Spindelgetriebe den Wagen um 746 mm in die Länge schieben kann.
Auch der Motor ist innovativ: der Presto ist ausgestattet mit einem Vierzylinder-Common-Rail Turbodieselmotor als Zündstrahlmotor mit kombiniertem Erdgas-Dieselbetrieb. Es basiert auf einem Mercedes-Benz-1,7-Liter-Motor und wurde entsprechend modifiziert. Der Treibstoffverbrauch und die Schadstoffemissionen liegen deutlich unter dem Serienmotor. Trotz des sehr umweltfreundlichen Prinzips des Motors bringt er eine Leistung von 88 kW, die den Wagen in 10,5 Sekunden auf 100 km/h beschleunigt und ihm eine Höchstgeschwindigkeit von 180 km/h verleiht.
Auch für einige weitere Details haben sich die Ingenieure und Designer von Rinspeed einige pfiffige Lösungen einfallen lassen. So leuchtet z. B. beim Bremsen das Wort STOP auf und beim Abbiegen das Wort TURN, die mittels LED-Technik gebildet werden.